# Корбиљија (Торино)
Корбиљија је насеље у Италији у округу Торино, региону Пијемонт.
Према процени из 2011. у насељу је живело 565 становника. Насеље се налази на надморској висини од 352 м.